# Vemakylindrus prolatus
Vemakylindrus prolatus is een zeekommasoort uit de familie van de Diastylidae. De wetenschappelijke naam van de soort is voor het eerst geldig gepubliceerd in 1969 door Jones.